# Eparchie Minjá
Eparchie Minjá (latinsky: Eparchia Hermopolitana) je jedna z eparchií katolického koptského patriarchátu, založená při jeho vzniku roku 1895. Její katedrálou je kostel Krista Krále ve městě Minjá. Eparchie má 26 farností, v nichž žije asi 40.530 pokřtěných (údaj z roku 2003). 

## Seznam biskupů
- Joseph-Maxime Sedfaoui (1896–1925)
- Francesco Basilio Bistauros (1926–1934)
- Giorgio Baraka (1938–1946)
- Paul Nousseir (1950–1967)
- Isaac Ghattas (1967–1977)
- Antonios Naguib (1977–2002), pak patriarcha
- Ibrahim Isaac Sidrak (2002–2013), pak patriarcha
- Botros Fahim Awad Hanna (2013–2020)
- Basilios Fawzy Al-Dabe (od 2020)